# Háj (Jindřichovice)
Háj (németül: Silbersgrün) Jindřichovice településrésze Csehországban a Karlovy Vary-i kerület Sokolovi járásában. Központi községétől 3,5 km-re délnyugatra fekszik. A 2001-es népszámlálási adatok szerint 32 lakóháza és 22 lakosa van.